# Miyabea nishimurae
Miyabea nishimurae là một loài rêu trong họ Thuidiaceae. Loài này được R. Watan. mô tả khoa học đầu tiên năm 1993.